# Trimorphodon biscutatus
Espèce
Synonymes
- Dipsas biscutatus
Duméril, Bibron & Duméril, 1854
- Trimorphodon major Cope, 1870
- Trimorphodon biscutatus semirutus Smith, 1943

Trimorphodon biscutatus  est une espèce de serpents de la famille des Colubridae.

## Répartition
Cette espèce se rencontre :
- aux États-Unis en Californie, dans le sud du Nevada, en Arizona, dans le sud-ouest du Nouveau-Mexique et dans le Sud-Ouest du Texas ;
- au Mexique en Basse-Californie du Sud et dans le Michoacán ;
- au Guatemala
- au Honduras
- au Salvador
- au Nicaragua
- au Costa Rica.

## Description

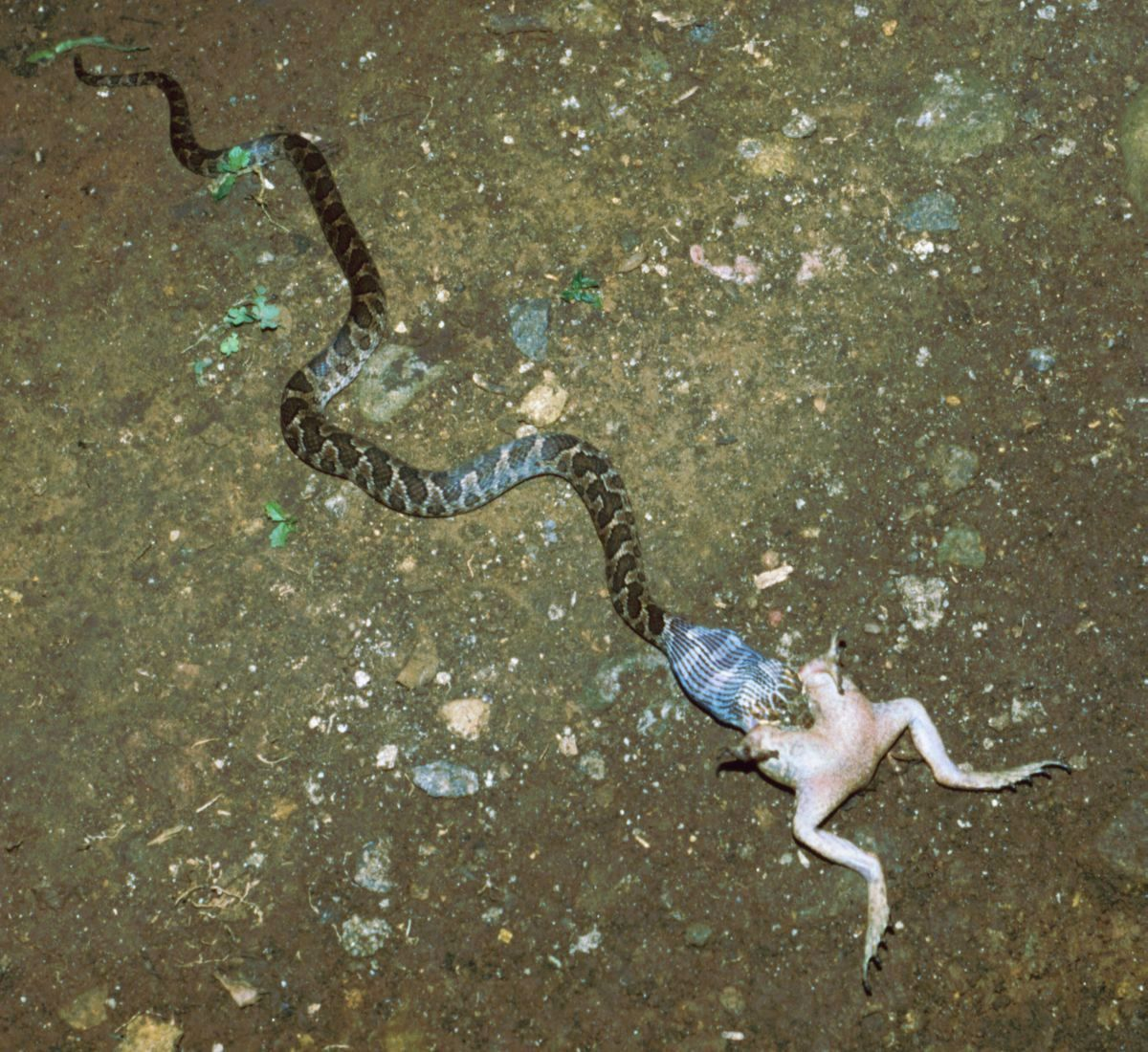

Ce serpent atteint environ un mètre, parfois plus. Il est en général brun ou gris, avec des taches sombres. Ses yeux ont une pupille fendue verticale.
Il est nocturne, et se nourrit de divers lézards, rongeurs et amphibiens.
C'est un serpent venimeux, mais ce venin n'est pas considéré comme dangereux pour l'homme.

## Publication originale
- Duméril, Bibron & Duméril, 1854 : Erpétologie générale ou histoire naturelle complète des reptiles. Tome septième. Deuxième partie, p. 781-1536 (texte intégral).